# Freddy Gladieux
Pour les articles homonymes, voir Gladieux.
Freddy Gladieux, né le 22 novembre 1984 à Épinay-sur-Seine, est un vidéaste web, acteur, chanteur, scénariste et réalisateur franco-portugais

## Biographie
Freddy Gladieux est né d'un père français et d'une mère portugaise.

### Vine (2010-2015)
Il se fait connaître dans un premier temps en postant des vidéos humoristiques sur la plateforme Vine.

### Golden Network
Il a travaillé chez Golden Network, la société de production derrière la plateforme Golden Moustache et la chaîne Multiprise. Dans ces projets, Freddy Gladieux a écrit, scénarisé, réalisé et joué aux côtés d'autres vidéastes dans plusieurs courts-métrages. En parallèle, il anime également sa propre chaîne YouTube.

### Travail chez Canal+
Il travaille également à la télévision pour Canal+ dans la chronique de Panayotis Pascot pour Le Petit Journal ainsi que dans la série Irresponsable créée par Frédéric Rosset.

### Single:Mirador(2019)
En juin 2019, dans le cadre d'une vidéo défi « Qui fera le meilleur hit de l'été 2019 ? » avec les youtubeurs Squeezie et Joyca, il conçoit le single Mirador en duo avec Kezah,. Leur titre est certifié disque d'or en septembre de la même année.

### Vidéo Squeezie (2022)
En mai 2022, dans le cadre d'une autre vidéo « L'académie des cancres #4 », une nouvelle fois sur la chaîne de Squeezie, avec Natoo, Maxence et Seb la Frite, il compose le single Et je me rappelle sous le pseudonyme Professeur Daniel à mon avis. Le jour même de la publication de la vidéo, il met en ligne un EP, intitulé Reviens stp si ça te dérange pas (Académie des Cancres) contenant quatre autres singles.

### Scénariste et chroniqueur (2022)
Sortie le 13 juillet 2022, il est le co-scénariste de Le Flambeau diffusé sur Canal+.
En octobre 2022, il devient chroniqueur quotidien sur l'émission de télévision Clique.

## Filmographie
Sauf indication contraire, les informations mentionnées dans cette section peuvent être confirmées par la base de données cinématographiques IMDb,  présente dans la section « Liens externes ».

### Acteur

#### Cinéma

##### Courts métrages
- 2016 :À la fenêtre de Francis Magnin : le vendeur

#### Télévision
- 2016 :
  - Les Originaux, épisode 2 Réjouissance
  - Le Survivant de Kaza et Akim Omiri : zombie
- 2022 : Le Flambeau : Les aventuriers de Chupacabra : Doubleur CIA
- 2022 : Visitors de Simon Astier : le patron de la citerne
- 2025 : Bref. de Kyan Khojandi et Bruno Muschio : le personnage de spoiler

### Scénariste

#### Cinéma
- 2025 : McWalter de Simon Astier

## Discographie

### Singles
- 2019 : Mirador
- 2020 : Vive les promeneurs

| Titre   | Année | Meilleure position | Meilleure position | Meilleure position | Meilleure position | Certifications |
| Titre   | Année | FRA                | BEL (WAL)          | SUI                | SUI (ROM)          | Certifications |
| ------- | ----- | ------------------ | ------------------ | ------------------ | ------------------ | -------------- |
| Mirador | 2019  | 7                  | 19                 | 53                 | 13                 | France : Or    |